# Wachendorfia paniculata
Wachendorfia paniculata là một loài thực vật có hoa trong họ Huyết bì thảo. Loài này được Burm. miêu tả khoa học đầu tiên năm 1757.

## Hình ảnh

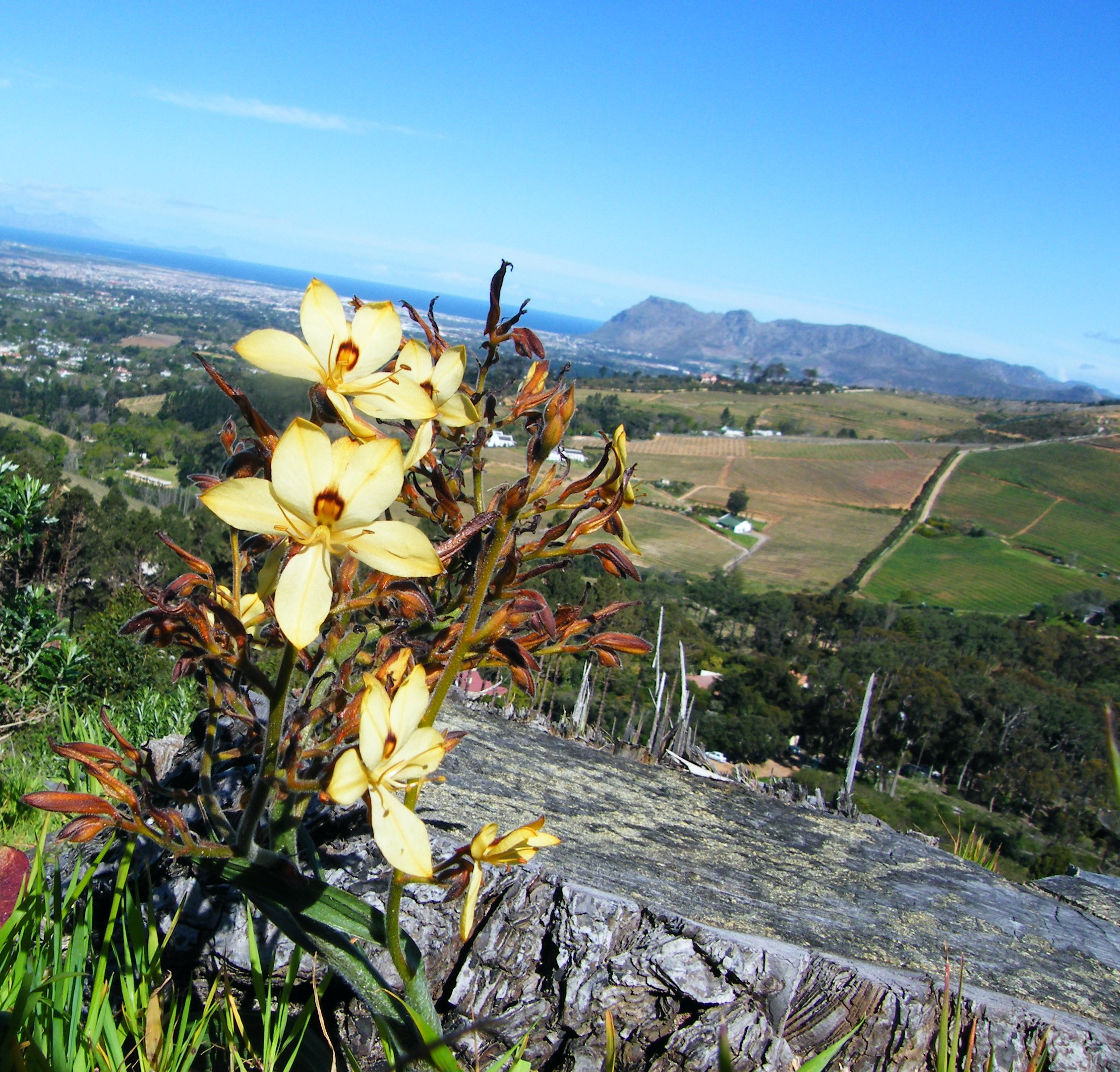
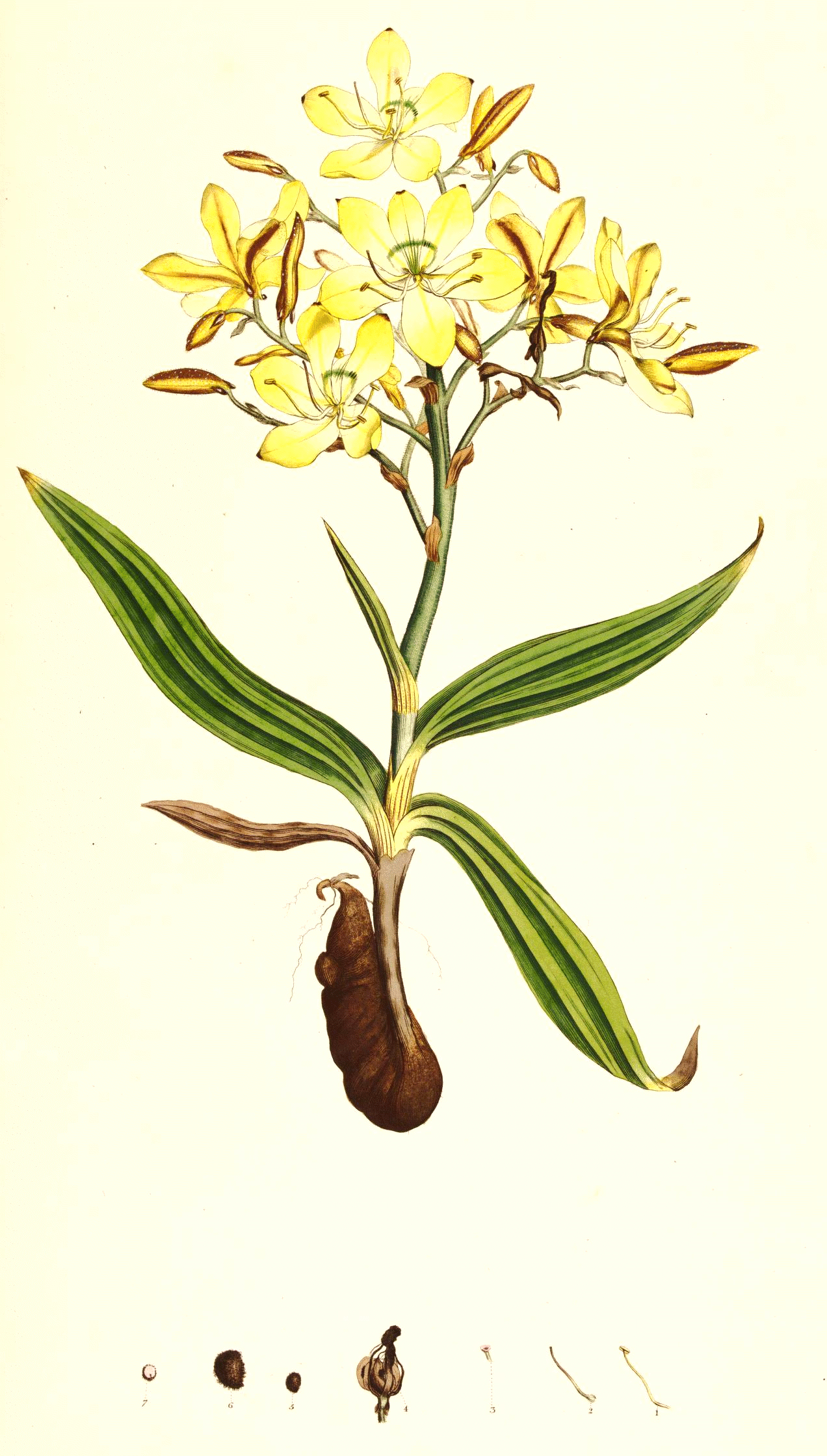